# 성화대학
성화대학(成和大學, Sunghwa College)은 대한민국 전라남도 강진군에 있었던 사립 전문대학이었다. 그러나 사학비리로 인해 2012년 교육과학기술부 장관의 명령에 따라 16년만에 폐쇄되었다.

## 연혁
- 1996년 7월 31일 : 학교법인 세림학원 설립 인가
- 1997년 1월 31일 : 성화전문대학 설립인가 (설치학과 : 건축과, 전기과, 전산정보처리과, 공업경영과)
- 1997년 3월 13일 : 개교 및 제1회 입학식
- 1997년 10월 20일 : 학과신설 및 증원 (신설 : 인터넷통신과, 항공운항과, 토목과, 피부미용과, 국제관광경영과, 아동복지과, 중국어과, 도자기공예과, 사회체육과)
- 1997년 11월 18일 : 학과 정원증원 (건축과, 전기과, 전상정보처리과), 학과폐지 (공업경영과)
- 1998년 2월 24일 : 사회교육원 설치
- 1998년 5월 1일 : 성화대학으로 교명 변경
- 1999년 2월 23일 : 제1회 학위수여식
- 1999년 7월 : 세림관 준공
- 1999년 10월 8일 : 관동관(체육관) 개관
- 1999년 11월 4일 : 진도캠퍼스 개원식
- 1999년 12월 29일 : 중소기업지원센터 개소식
- 2000년 3월 29일 : 중소기업 기술지도 대학지정
- 2001년 4월 9일 : 교육부 선정 구조조정 시범대학, 실고연계 추진대학, 특성화프로그램 추진대학, 주문식 교육 우수대학이 되었고, 추가적으로 신직업문화육성 지원대학이 되었으며, 중소기업청과 중소기업지원 종합정보시스템 구축사업 체결, 창업보육센터 개소, 축구부 창단[1]
- 2001년 4월 17일 : 창업보육센터 개소식
- 2001년 : 교육부에 의해 구조조정 시범대학, 실고연계 추진대학, 특성화프로그램 추진대학, 주문식 교육 우수대학, 신직업문화육성 지원대학으로 선정되었고, 총 10개 계열 9개학과 30개 전공코스 입학정원 1,340명인 대학
- 2003년 : 교육부에 의해 구조조정 시범대학, 실고연계 추진대학, 특성화프로그램 추진대학, 주문식 교육 우수대학, 신직업문화육성 지원대학으로 선정되었고, 미국 코헨대학교와 자매결연 및 학점교육 협약을 체결하였으며, 총 11개 계열 10개학과 32개 전공코스 입학정원 1,240명인 대학
- 2004년 : 교육부에 의해 특성화프로그램(항공계열) 추진대학 선정, 중소기업청에 의해 중소기업 기술지도대학(TRITAS)으로 선정되었으며, 총 11개 계열 7개학과 37개 전공코스 입학정원 1,240명인 대학
- 2005년 : 2005년도 항공특성화 우수대학 선정(교육부), 2005년도 기술지도대학 선정(중소기업청), 2005년도 주문식교육 우수대학으로 선정(교육부)
- 2006년 : 2006년도 특성화 대학(교육부), 2006년도 주문식교육 우수대학(교육부)으로 선정되었으며, 전문대에서 유일하게 실제 비행기를 실습실로 갖추고 제4회 전국모형항공기대회까지 치루었으며, 평생교육원을 개강하고 전국최장거리 골프스포렉스를 개관
- 2006년 9월 4일 : 평생교육원 개강식
- 2007년 : 평생교육원 제3기 개강식 및 제2기 수료식, 강진교육청 농어촌 방과 후 학교 협약 체결, 한국전기안전공사 광주전남 지역본부 산학협력체결, 학사학위 전공심화과정 교육인적자원부 승인[2]
- 2008년 : 요양보호사교육원을 개강하여 2012년까지 꾸준히 원생들을 배출하였고, 일본 후지대학과 학생 및 학술교류 협력을 체결하면서, 미국 코헨대학에 이어 일본 후지대학과의 학생교류 기틀을 마련
- 2009년 : 전남매일신문과 교류협력 체결, 공군 본부와 학`군 교류협력 체결, 숙명여대를 비롯한 여러 대학교와 교육 합의서를 체결하였으며, 평생교육원에 미술치료사 1년 과정을 개설하여 4기 수료생까지 배출
- 2010년 : 희망일보와 언,학 협약 체결, 학사학위 전공심화과정 토목과 교육인적자원부 승인을 시작으로 5개학과 학사학위 전공심화과정 교육인적자원부 승인 등의 성과, 장흥교도소 관,학 협약 체결
- 2011년 6월 14일 : 지자체에서 부과한 취득세, 재산세에 대해 행정소송을 넣었으나 패소[3]
- 2011년 6월 18일 : 학교측의 6월달 월급 13만원 지급으로 논란발생.[4]
- 2011년 8월 1일 : 특별감사 통보처분[5]
- 2011년 9월 5일 : 교과부의 2012학년도 재정지원 제한대학 평가결과 및 학자금 대출제한대학 선정결과 발표[6]
- 2012년 2월 29일 : 교육과학기술부에 의해 강제 폐교 및 학교법인 세림학원 해산[7]

## 사건 및 폐교
사건발생 6개월전까지만 해도 재정 건전대학으로 평가받았고 위와 같이 오랜 기간 동안 교육부에 의해 우수대학으로 선정되면서 지속적인 발전을 하던 학교법인 세림학원 및 성화대학은 겉모습과는 다르게 사학비리라는 골병을 앓고 있었다. 2006년 국정감사, 2010년 민원감사로 이미 부당 교비 집행이나 시설공사 리베이트 수수, 교수채용과 학사 비리 등 대학운영 전반에 걸친 광범위한 비리가 적발됐다. 하지만 재단에서는 이를 시정할 의사가 전혀 없었다.
급기야 2011년 6월 18일 월급 13만원이라는 파문이 발생하자, 학교측은 등록금을 받아서 지급하겠다고 해명했으나 교육과학기술부는 진상조사에 착수했다. 24일 성화대측은 추가해명자료에서 교과부의 업무처리 지연 때문에 교비 40억원을 활용 못했다고 설명했다. 이에 교육과학기술부에서는 2011년 6월 27일 행정사무관, 주무관 등을 성화대학에 파견하였고, 그때부터 7월 15일까지 19일간(약 3주간) 특별감사를 실시하였다. 8월 1일 특별감사결과를 발표했으며, 재단 설립자의 교비 횡령이 주원인인 것으로 드러났다.
교육과학기술부의 시정요구와 2차례의 학교폐쇄 계고처분을 내렸으나 세림학원이 이를 불이행하였다. 이로 인해 2011년 11월 7일자로 교육과학기술부가 고등교육법에 근거하여 명신대학교와 함께 학교폐쇄 및 퇴출을 확정지었고 재단인 세림학원에 대해서는 법인 해산을 명령하였다. 당시 진행 중이였던 2012년 정시모집은 중단되었으며 재학생들은 인근 대학으로 편입되었다. 2012년 2월 29일 공식적으로 폐교되었다.

## 여파
그동안 대학 구조조정에 미지근한 반응을 보인 정부와 정치권에서는 이번 사건을 계기로 부실대학 퇴출에 가속화했다. 2011년 9월 5일 재정지원제한 대학 선정결과 발표를 통해서 대학 구조조정의 신호탄을 올렸다. 그러나 재정지원제한대학 상당수가 지방대라서 또다른 논란을 낳았다.